# Російська істинно-православна церква (оновлена)
Російська істинно-православна церква — християнська спільнота, що виникла де-факто в 1995 році, а в 1997 році стала самостійною, шляхом відділення більшості її духовенства від юрисдикції єпископа УАПЦ Іоанна (Модзалевського), та відходом від Модзалевського у новостворену "Російську ІПЦ" інших єпископів Росії, висвячених в УАПЦ - Стефана (Ліницького) та Серафима (Кучинського). 
Проіснувала до 1999-2000 років. 
Далі на основі її відгалуження діяла в 2005-2010 роках оновлена структура з такою ж назвою - автономна "Російська ІПЦ".

## Перша Російська ІПЦ у 1995-2000 роках
22 травня 1995 року іподиякон Олександр  Сергєєв-Зарнадзе був висвячений у сан диякона патріархом УАПЦ Димитрієм. 
У грудні 1995 року як посланник від двох московських громад, не згодних з новим курсом Російської Зарубіжної Церкви, диякон Олександр зустрівся з Патріархом УАПЦ Димитрієм (Яремою) і звернувся з проханням надати допомогу, висвятивши для Росії самостійну ієрархію для окремої автономної Російської істинно-православної церкви, що й сталося в січні 1996 року.
Історія Російської істинно-православної церкви (РІПЦ) починається саме в кінці 1995 - на початку 1996 років. Перша існуюча в 1995-1996 роках автономна "Російська ІПЦ", як частина УАПЦ, розпалася, тому що виникли розбіжності між главою РІПЦ, яка була частиною Української Автокефальної Православної Церкви - владикою Іоанном (Модзолевським) та іншими єпископами. Ці розбіжності закінчилися тим, що Архієрейський Собор Російської ІПЦ 26 червня 1997 року постановив відсторонити єпископа Іоанна (Модзалевського) від служіння, і вивести його за штат. 
Відмова Патріарха Димитрія (Яреми) підтримати рішення Архієрейського Собору РІПЦ стали причиною розриву більшої частини церкви з УАПЦ і створення незалежної юрисдикції — Московської митрополії РІПЦ. У цьому ж році до церкви була прийнята група на чолі з Рафаїлом (Прокоп'євим). Усі попередні висвячення групи були визнані недійсними і Рафаїл був зведений спочатку в архімандрити, а потім і в єпископи.
25 лютого 1998 року в Москві відбувся Архієрейський Собор так званої "Православної Вільної Церкви Росії", на який приїхали єпископи, що раніше відокремилися від Російської Православної Вільної Церкви й перебували поза будь-якою юрисдикцією. Прибулі архієреї висловили бажання з'єднатися з РІПЦ, увійшовши в її склад зі своїми єпархіями, духовенством та паствою. Архієрейський Собор РІПЦ прийняв обох і включив до складу Священного Синоду РІПЦ .
Тим часом в Синоді РІПЦ наростали суперечності. У кінці 1998 року розбіжності вилилися в розкол і Амвросій (Катамадзе) був виведений з Синоду, а 22 січня 1999 позбавлений священного сану. Слідом за ним з церкви вийшли Арсеній Кисельов і Олександр Миронов, і їх висвячені брати і сини (єпископи Тихон Кисельов і Назарій Катамадзе), створивши власний синод Російської Істинно-православної церкви. 
Водночас у Синод стала надходити інформація, що Преосвященний Рафаїл не дотримався своєї обіцянки, даної при приєднанні до Церкви щодо приведення своєї діяльності у відповідність з вченням церкви. Синод визнав можливим відрахувати єпископа Рафаїла (Прокоп'єва) за штат і звільнити від усіх займаних посад, а через 8 місяців позбавити священного сану. Разом з ним з церкви пішов і єпископ Андрій (Лисенко), утворивши Істинно-Православну Церкву в Росії (вона ж Російська Соборна Істинно-Православна Церква)
На засіданні Синоду 27 листопада 1999 року прот. Олександр Сергєєв-Зарнадзе виступив з ультиматумом, що або Церква прийме його програму реформ (зокрема, переклад служб на російську мову і їх радикальне скорочення, скасування обов'язкового монашества єпископів і в перспективі самого чернецтва, істотне обмеження прав архієреїв і т. ін.), або він і духовенство, яке його підтримує, виходять за штат. При цьому священик Олександр підкреслив, що їх вихід за штат аж ніяк не означає «відхід від справ». Синод відкинув запропоновану реформу, однак, пам'ятаючи заслуги о. Олександра перед Церквою, запропонував перенести розгляд прохання про вихід за штат на один місяць.
Рішенням Святого Синоду від 11 грудня 1999 року було прийнято рішення про перехід кожного архієрея на автономне самоврядування. При цьому священик Олександр з товаришами відмовився підкорятися кому б то не було з архиєреїв, тим самим організувавши окреме служіння. У цих умовах два Архієреї, які прагнули до збереження ІПЦ, Єпископ Стефан (Ліницький) і єпископ В'ячеслав (Лісовий) прийняли рішення про висвячення в єпископи двох кандидатів, що і було зроблено. 
Два єпископи, що залишились - Вячеслав (Лісовой) та Михайло (Вишневський) 10 січня 2000 року заснували новий керівний орган — Істинно-Православну церкву-Московську Митрополію. Вони ж закликали створювати легальні общини ІПЦ під їх керівництвом.
Однак це не привело до єднання церкви, навпаки єпископи Стефан і Киріяк виступили на організованій свящ. Глібом Якуніним 31 січня 2000 року прес-конференції, на якій, за версією засобів масової інформації, підтримали модерністські ідеї останнього. Це призвело до остаточного розпаду церкви. Модерністи в лютому 2000 року утворили Православну Церкву Відродження, незабаром перейменовану в Апостольську Православну Церкву. 
Ще один осколок РІПЦ під керівництвом Сергія (Моісєєнко) та Михальченкова-Зарнадзе у 2000-2001 роках оформився у Московське подвір'я невизнаної Чорногорської Православної Церкви, і тривалий час добивався від держави офіційної реєстрації.
Таким чином, одна з «незалежних» (і досить скандальних) церков проіснувала всього 4 з половиною роки і розпалася на 4 незалежних юрисдикції.

## Єпископат
Було вирішено управління Московської Єпархії передати Раді Преосвященних Вікаріїв, в який увійшли Амвросій і Стефан.
- Амвросій (Катамадзе), архієпископ (згодом митрополит) Крутицький (26 червня 1997 року — 22 грудень 1999 року)
- Стефан (Ліницький), єпископ (згодом архієпископ) Дмитровський (26 червня 1997 року — 10 січня 2000 року)
- Рафаїл (Прокоп'єв), єпископ Волоколамський, вікарій Московської єпархії (21 вересня 1997 року — 13 березня 1999 року)
- Серафим (Кучинський), єпископ Псковський (1997)
- Сергій (Моісеєнко), єпископ Санкт-Петербурга (19 жовтня 1997 року — 13 березня 1999 року)
- Арсеній (Кисельов), єпископ Володимирський (25 лютого 1998 року — 22 січня 1999 року)
- Олександр (Миронов), єпископ Казанський і Марійський (25 лютого 1998 року — 22 січня 1999 року)
- Дідім (Нестеров), єпископ (титул невідомий) (30 червня 1998 року — 10 січня 2000 року)
- Микола (Модебадзе), єпископ Потійський (27 вересня 1998 року — 22 січня 1999 року)
- В'ячеслав (Лісовий), єпископ Крутицький (22 листопада 1998 року — 22 січня 1999 року), архієпископ Коломенський (22 січня 1999 року — 10 січня 2000 року)
- Тихон (Кисельов), єпископ Пензенський і Симбирский (26 липня 1998 року — 22 січня 1999 року)
- Назарій (Катамадзе), єпископ  (? — 22 січня 1999 року)
- Михайло (Вишневський), єпископ (титул невідомий) (28 грудня 1999 року — 10 січня 2000 року)
- Киріак (Темірціді), єпископ (титул невідомий) (7—10 січня 2000 року)

## Друга Російська ІПЦ у 2005-2010 роках
Ієрарх ІПЦ (Рафаїла) - митрополит Венедикт (Молчанов), який у 2001-2003 роках короткочасно проживав на території України до свого повернення в Росію, приєднався у кінці 2005 року до юрисдикції УАПЦ-Соборної під керівництвом проживаючого у США митрополита Іоанна (Майлеса). Його звернення попередньо одобрив сам митрополит Іоанн у квітні 2006 року, він же розпорядився скликати з цього приводу собор духовенства УПЦА в Україні. 
Таке приєднання офіційно затвердив 13 червня 2006 року в Тернополі Всеукраїнський синод єпископів одного з відгалужень УАПЦ-Соборної, очоленого Майлесом - створеної у США  "Автономної УПЦ" (Майлеса); до складу собору архієреїв входили владики Спиридон (Бабський) і Всеволод (Кочергін). Зокрема, цим синодальним рішенням від 13 червня 2006 року в склад УПЦ (Майлеса) прийнята "Архієпархія Російської істинно-православної церкви" підпорядкування "Автономної Української Православної Церкви Америки" (тобто УПЦА, під керівництвом Іоанна Майлеса). До складу новоприйнятої архієпархії, крім митрополита Венедикта (Молчанова) - затвердженого з титулом "митрополит Казанський і Російський", входили також архієпископи Лука (Ніколаєнко) - з титулом "архієпископ Одеський", та Ростислав (Мельников) - з титулом "архієпископ Камський". . Також в цю архієпархію входила ігуменія Манефа (Токранова), яка очолювала у Казанській єпархії жіночий Успенський монастир ІПЦ в селі Смолдеярово Лаішевського району Татарстану (зареєстрований у юрисдикції "ІПЦ Казанської митрополії").
У 2007 році Венедикт оголосив свою Російську ІПЦ у складі УАПЦ (Майлеса) автономним екзархатом. Про це було оголошено на черговому синоді єпископів УПЦА, проведеному в селі Зозулинці Тернопільської області 29 травня 2007 року. .
У 2010 році інціював проголошення незалежності Російської ІПЦ, та реорганізацію її в нову структуру під новою назвою: "Патріархія Російської істинно-православної катакомбної церкви".
При цьому вікарій Венедикта - архієпископ Ростислав (Мельников) у 2011 році повернувся у юрисдикцію Рафаїла, і призначений ним на новостворену Волгоградсько-Казанську єпархію ІПЦ. .